# Powięź nerkowa

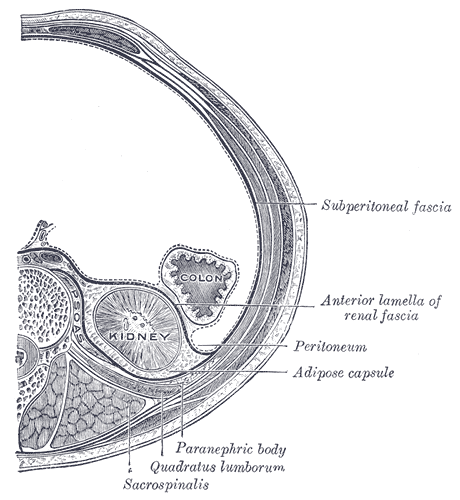
Przekrój poprzeczny, relacje między osłonkami nerki a innymi strukturami

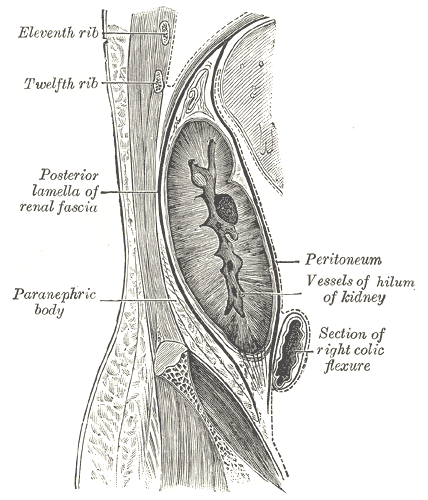
Przekrój strzałkowy, relacje między osłonkami nerki a innymi strukturami

Powięź nerkowa (łac. fascia renalis) zwana inaczej powięzią Geroty – zbudowana z tkanki łącznej włóknistej błoniasta osłonka obejmująca torebkę tłuszczową (nerki i nadnercza) w niecałkowicie zamknięty worek powięziowy. Powięź nerkowa składa się z 2 blaszek:
- blaszki przedniej (lamina anterior), zwanej dawniej powięzią przednerkową (fascia prerenalis), która przylega do otrzewnej lub narządów zaotrzewnowych
- blaszki tylnej (lamina posterior), zwanej dawniej powięzią zanerkową (fascia retrorenalis) lub powięzią Zuckerkandla[1], która może przylegać do powięzi ściany tylnej brzucha (mm. czworoboczny lędźwi, mm. lędźwiowy większy i mniejszy)

Blaszki łączą się powyżej nadnercza (przechodzą w powięź przepony) oraz po stronach bocznych. Natomiast nie łączą się ku dołowi, dlatego też możliwe jest w pewnych stanach opadnięcie nerki.
Główną funkcją powięzi nerkowych jest utrzymanie nerki w odpowiednim położeniu.
Blaszkę tylną powięzi opisał jako pierwszy Emil Zuckerkandl w 1883. Blaszkę przednią opisał Dimitrie Gerota w 1895.